# دوري السوبر الأوزبكي
دوري السوبر الأوزبكي (بالأوزبكية:Oʻzbekiston Professional Futbol Ligasi) هو دوري المستوى الأول لكرة القدم في أوزبكستان، ويشارك في الدوري الممتاز 14 نادي. وتم تأسيسه في عام 1992.
الراعي الرئيسي لدوري أوزبكستان الممتاز اعتبارًا من موسم 2024 هو أرتيل، أكبر علامة تجارية في سوق الأجهزة المنزلية الأوزبكية.
يُقام هذا الدوري منذ عام 1992، أي منذ استقلال أوزبكستان بعد انهيار الاتحاد السوفيتي. من عام 1992 إلى عام 2017، كان يُطلق عليه اسم "الدوري الأوزبكي الممتاز"، ومنذ عام 2018، أصبح يُطلق عليه اسم "الدوري الأوزبكي الممتاز".
الدوري الثاني في نظام دوري كرة القدم الأوزبكي هو دوري أوزبكستان للمحترفين (من عام 1992 إلى عام 2017، كان يُطلق عليه اسم "الدوري الأوزبكي الأول"). دوري كرة القدم الثالث في البلاد هو دوري أوزبكستان الأول. دوري كرة القدم الرابع في البلاد هو دوري أوزبكستان الثاني. يليه دوريات كرة القدم الإقليمية، ودوريات المقاطعات، ودوريات المدن.
تُدار دوريات وبطولات كرة القدم في البلاد وتُسيطر عليها بشكل رئيسي من قِبل دوري كرة القدم المحترف في أوزبكستان (PFL Uzbekistan)، وجزئيًا من قِبل اتحاد كرة القدم في أوزبكستان (FAU)، الذي يتخصص بشكل أكبر في إدارة مختلف المنتخبات الوطنية في أوزبكستان (المنتخبات الوطنية، والشباب، والناشئين، والفرق النسائية، إلخ)، بالإضافة إلى صناعة كرة القدم بأكملها في البلاد. اتحاد كرة القدم في أوزبكستان عضو كامل في الاتحاد الدولي لكرة القدم (FIFA) والاتحاد الآسيوي لكرة القدم، بالإضافة إلى القسم الإقليمي للاتحاد الآسيوي لكرة القدم - FACA.
حاليًا، يُعد دوري السوبر الأوزبكي، بالإضافة إلى بطولة أوزبكستان بأكملها، من أقوى البطولات الوطنية في الاتحاد الآسيوي لكرة القدم (AFC)، إلى جانب بطولات اليابان وكوريا الجنوبية والصين وإيران والمملكة العربية السعودية والإمارات العربية المتحدة وقطر وأستراليا.

## النظام
تُدار وتُنظم وتُشرف على البطولة من قِبل دوري كرة القدم للمحترفين في أوزبكستان. يُقام دوري السوبر بنظام جولتين. تبدأ البطولة كل عام في أواخر فبراير وتستمر حتى نوفمبر. خلال الموسم، يلعب كل نادٍ ضد أندية أخرى مرتين، مرة على أرضه ومرة خارجها. تحصل الفرق على ثلاث نقاط للفوز، ونقطة واحدة للتعادل، ولا نقاط للخسارة. تُصنف الفرق حسب إجمالي النقاط، ويُتوّج الفريق الذي يحصل على أعلى مجموع نقاط في نهاية الموسم باللقب. تُقام مباراة بطولة تحت 21 عامًا أيضًا في اليوم التالي للمباراة الرئيسية لفرق دوري السوبر. ابتداءً من موسم 2025، يشارك 16 ناديًا. تُقام البطولة على جولتين (ذهابًا وإيابًا)، بإجمالي 30 جولة.

## وصلات خارجية
- الموقع الرسمي لدوري المحترفين الأوزبكي